# 쌍천서원
쌍천서원은 충청북도 청주시 상당구에 있다. 2015년 4월 17일 청주시의 향토유적 제6호로 지정되었다.

## 개요
1695년 대사헌 신식을 모신 사당이다.